# Staffarda
Staffarda è una frazione del comune Revello, in provincia di Cuneo.
Fa parte del parco fluviale del Po ed è conosciuta per la Abbazia di Santa Maria fondata dai monaci Cistercensi sui terreni pianeggianti vicino al fiume Po, donati dal Marchese di Saluzzo nel 1135, per far fruttare la terra ed onorare il Signore.